# 平潭国际旅游岛自行车队
平潭国际旅游岛自行车队（UCI隊碼：PIT），是一支中国公路自行车队，成立于2022年，在国际自行车联盟级別中属亚洲洲际车队。

## 队员名单

### 2022年
|      | 車手   | 出生日期       |
| ---- | ------ | -------------- |
| 中国 | 陈礼云 | 2000年4月29日  |
| 中国 | 陈明润 | 1996年8月17日  |
| 中国 | 高鹏   | 1993年12月31日 |
| 中国 | 郝然   | 1998年1月8日   |
| 中国 | 李宏海 | 2000年5月6日   |

|      | 車手   | 出生日期      |
| ---- | ------ | ------------- |
| 中国 | 刘建坤 | 1995年6月21日 |
| 中国 | 刘满铎 | 1998年4月12日 |
| 中国 | 吴乐平 | 1998年2月8日  |
| 中国 | 余远峰 | 2001年3月27日 |
| 中国 | 袁金伟 | 2000年1月15日 |

- 余远峰于2022年6月7日起加入。
- 高鹏于2022年7月14日起加入。
- 李天成于2022年7月退出。

## 主要胜出赛事
2022年
环青海湖国际公路自行车赛总成绩（刘建坤）
第3赛段（刘建坤）